# Zeki Çelik
Mehmet Zeki Çelik (* 17. února 1997 Yıldırım) je turecký profesionální fotbalista, který hraje na pozici pravého obránce za italský klub AS Řím a za turecký národní tým.

## Klubová kariéra
Çelik, který se narodil v Burse jako nejmladší z 9 dětí, prošel mládežnickou akademií v Bursasporu. V roce 2015 odešel na roční hostování do klubu Karacabey Birlikspor.
V roce 2016 přestoupil do İstanbulsporu za 1,25 milionu euro. Jeho výkony v klubu mu vynesly první pozvánku do turecké reprezentace v roce 2018, přestože hrál v druhé turecké lize.

### Lille OSC
Dne 8. července 2018 přestoupil Çelik do francouzského klubu Lille OSC za částku okolo 2,5 milionu euro. V klubu podepsal smlouvu na pět let. Çelik debutoval v Lille 11. srpna 2018 při ligovém vítězstvím 3:1 nad Stade Rennes.

## Reprezentační kariéra
Çelik debutoval v turecké reprezentaci v přátelském utkání proti Rusku dne 5. června 2018. Dne 14. května 2021 byl trenérem Şenolem Güneşem nominován na závěrečný turnaj EURO 2020.

## Statistiky

### Klubové
K 7. květnu 2021
| Klub                  | Sezóna  | Liga              | Liga   | Liga | Pohár  | Pohár | Evropské poháry | Evropské poháry | Ostatní | Ostatní | Celkem | Celkem |
| Klub                  | Sezóna  | Liga              | Zápasy | Góly | Zápasy | Góly  | Zápasy          | Góly            | Zápasy  | Góly    | Zápasy | Góly   |
| --------------------- | ------- | ----------------- | ------ | ---- | ------ | ----- | --------------- | --------------- | ------- | ------- | ------ | ------ |
| Karacabeyspor (host.) | 2015/16 | TFF Third League  | 34     | 0    | 1      | 0     | –               | –               | –       | –       | 35     | 0      |
| İstanbulspor          | 2016/17 | TFF Second League | 31     | 0    | –      | –     | –               | –               | –       | –       | 31     | 0      |
| İstanbulspor          | 2017/18 | TFF First League  | 33     | 3    | 5      | 0     | –               | –               | –       | –       | 38     | 3      |
| İstanbulspor          | Celkem  | Celkem            | 64     | 3    | 5      | 0     | –               | –               | –       | –       | 69     | 3      |
| Lille OSC             | 2018/19 | Ligue 1           | 34     | 1    | 2      | 0     | –               | –               | –       | –       | 36     | 1      |
| Lille OSC             | 2019/20 | Ligue 1           | 23     | 0    | 3      | 0     | 6               | 0               | –       | –       | 32     | 0      |
| Lille OSC             | 2020/21 | Ligue 1           | 29     | 3    | 2      | 0     | 4               | 1               | –       | –       | 35     | 4      |
| Lille OSC             | Celkem  | Celkem            | 86     | 4    | 7      | 0     | 10              | 1               | –       | –       | 103    | 5      |
| Celkem                | Celkem  | Celkem            | 184    | 7    | 13     | 0     | 10              | 1               | –       | –       | 207    | 8      |

### Reprezentační
K 24. březnu 2021
| Turecko | Turecko | Turecko |
| Rok     | Zápasy  | Góly    |
| ------- | ------- | ------- |
| 2018    | 4       | 0       |
| 2019    | 10      | 2       |
| 2020    | 4       | 0       |
| 2021    | 1       | 0       |
| Celkem  | 19      | 2       |

#### Reprezentační góly
K zápasu odehranému 24. března 2021. Skóre a výsledky Turecka jsou vždy zapisovány jako první.
| Gól | Datum          | Místo                                        | Soupeř     | Skóre | Výsledek | Soutěž          |
| --- | -------------- | -------------------------------------------- | ---------- | ----- | -------- | --------------- |
| 1.  | 2. června 2019 | Bahçeşehir Okulları Stadium, Alanya, Turecko | Uzbekistán | 1:0   | 2:0      | Přátelský zápas |
| 2.  | 2. června 2019 | Bahçeşehir Okulları Stadium, Alanya, Turecko | Uzbekistán | 2:0   | 2:0      | Přátelský zápas |

## Ocenění

### Klubové

#### Lille OSC
- Ligue 1: 2020/21[6]